# アイテック阪急阪神
アイテック阪急阪神株式会社（アイテックはんきゅうはんしん、）は、大阪府大阪市福島区に本社を置く、日本のシステムインテグレーター（ユーザー系）。阪急阪神ホールディングス傘下。

## 歴史・概要
1987年（昭和62年）7月に阪神電気鉄道の子会社の阪神エンジニアリング株式会社の電子計算機事業部門を分離して、アイテック阪神株式会社として独立させたのが始まりである。
村上ファンドの電撃的な阪神株買い占めへの対抗策として阪急ホールディングスによる株式公開買い付けを経て、2006年（平成18年）10月1日に親会社であった阪神電気鉄道が阪急ホールディングスと経営統合。翌2007年（平成19年）10月1日に阪急ビジネスアソシエイトの情報事業部門を統合して商号をアイテック阪急阪神株式会社へ変更した。
アイテック阪神の時代から手掛けていた電子商取引のパッケージソフトの「ヒットモール」はグループ会社の阪神タイガースの公式サイトだけでなく、タイガースが加盟する日本野球機構などの公式サイトにも採用され、2007年（平成19年）10月にはウェブベースの第三者割り当て増資を引き受けて資本・業務提携し、服や雑貨などを扱うファッション・アパレル業界向けのBtoC(企業対消費者取引)パッケージソフトの共同開発に乗り出すなど電子商取引のパッケージソフトに強みを持っている。
前身のアイテック阪神の時代から阪神電気鉄道と三菱電機の合弁となっていたため、阪急ビジネスアソシエイトの情報事業部門を統合した後でも出資比率は阪神電気鉄道が55.74%、三菱電機30.01%、阪急阪神ホールディングスが14.23%となっている。
2018年12月13日には、首都圏を中心にシステム開発受託を行う株式会社日本プロテックの株式を取得し、子会社化した。

## 事業概要
アイテック阪急阪神株式会社では、下記事業を展開している。（一部紹介）
- インターネット事業

Tigers-net.com（阪神タイガース公認のインターネットプロバイダ）
BAI（ベイ・コミュニケーションズのケーブルテレビ回線を使用したインターネットプロバイダ）
阪神タイガース・宝塚歌劇・阪神百貨店・阪急三番街などのWEBサイト製作　
阪急阪神グループでの駅や商業施設の公衆無線LAN運営　など
- システム開発・販売

ケーブルテレビ送出管理システム
列車運行管理システム（阪神電気鉄道向けの「PTC」納入など）
道路管理システム
ビル管理・保守システム　など
- 医療システム

臨床検査システム
健康管理システム
保険薬局システム
電子カルテシステム　
- 技術サービス
- アウトソーシングサービス

## 事業所
- 本社 - 大阪府大阪市福島区海老江1-1-31 阪神野田センタービルディング
- 東京支社 - 東京都港区三田3丁目5番27号 住友不動産三田ツインビル西館

- 中部支社 - 愛知県名古屋市中村区名駅南1-24-30 名古屋三井ビルディング本館